# 清規
清規（しんぎ）は正式には清浄大海衆 規矩準縄（しょうじょうだいかいしゅう きくじゅんじょう）と言い、仏教の一宗派である禅宗の集団規則である。
唐代中期に百丈懐海が制定したと言われ、内容はそれまでの戒律を基に、仏教教団としては異例の自給自足体制を確立させた禅宗教団に適合するような、主に集団生活を適正に維持するための規則である。
この百丈が制定した清規は、『百丈清規』であり、最初の清規と言われているが、散逸してしまい現存せず、『百丈古清規』として断片が再編集され、現在に伝わっている。また、この清規の内容を祖述したものとして、百丈懐海から3百年後の禅僧長盧宗賾(ちょうろそうさく)による『禅苑清規』（ぜんねんしんぎ）があり、現存する最古の清規となる。

## 清規の種類
- 『永平清規』（道元著） - 曹洞宗の清規で、大清規(だいしんぎ)ともいう[1]。以下の6部から成り立っている。[3]
  - 典座教訓(てんぞきょうくん。僧堂において、修行僧の食事を作る役職である典座(てんぞ)の一職を仏道とし、その意義と心構えとを詳細に述べたもの[4]）
  - 弁道法（べんどうほう。僧堂における坐禅の仕方をはじめ、堂内のあらゆる進退動作、威儀作法を示したもの[3]。）
  - 赴粥飯法（ふしゅくはんぽう。僧堂内での食事作法とその心構えをしめしたもの[3]。）
  - 衆寮箴規（しゅりょうしんぎ）[3]
  - 対大己五夏闍梨法（たいたいこごげじゃりほう。対大己法（たいたいこほう）ともいう）[3]
  - 知事清規（ちじしんぎ）[3]
- 『瑩山清規』
- 『黄檗清規』
- 『禅苑清規』（鏡島元隆ほか著、曹洞宗宗務庁）